# Постников, Леонард Дмитриевич
По́стников Леона́рд Дми́триевич (1927—2015) — Заслуженный работник культуры РСФСР, Почётный гражданин Пермского края, руководитель СДЮСШОР «Огонёк» (1954—1995), главный хранитель Этнографического парка истории реки Чусовой.

## Биография
Леонард Дмитриевич Постников родился 14 апреля 1927 года в д. Большая Соснова Большесосновского района ныне Пермского края.
В 1954 году, окончив физкультурный факультет Пермского педагогического института, Постников возглавил детскую спортивную школу в Чусовом, которую преобразовал в специализированную горнолыжную — первую и единственную в стране (СДЮСШОР «Огонёк» открылась в Чусовом в 1974 году). В ней за сорок лет работы подготовил 80 мастеров спорта, в том числе пять мастеров международного класса, десятки призёров мировых соревнований, чемпионы страны по горнолыжному и санному спорту, четыре чемпиона мира.
В 1981 году Постников создал Этнографический парк истории реки Чусовой.
При создании этнографического парка надзирающие органы требовали спилить крест с часовни, но помог первый секретарь Пермского обкома КПСС Б. В. Коноплёв.
Постников занимал должность главного хранителя Этнографического парка.
Умер 4 февраля 2015 года в городе Чусовой.

## Награды
- Орден Трудового Красного Знамени
- Заслуженный работник культуры РСФСР[2]
- 10 июня 1993 года за создание школы олимпийского резерва и этнографического парка, за неоценимую роль в воспитании молодых чусовлян в духе любви к своей малой родине — Чусовской земле — Леонарду Дмитриевичу Постникову было присвоено звание «Почётный гражданин города Чусового»
- В июне 2006 года в Москве на II съезде «Пермского землячества» заслуженный работник культуры России, член совета по культуре при губернаторе Пермского края Л. Д. Постников был награждён Строгановской премией в номинации «За служение родному краю»
- 15 ноября 2012 года присвоено звание «Почётный гражданин Пермского края»[3]